# مارشال كلاجت
مارشال كلاجت (بالإنجليزية: Marshall Clagett)‏ هو مؤرخ علوم أمريكي، ولد في 23 يناير 1916 في واشنطن العاصمة في الولايات المتحدة، وتوفي في 21 أكتوبر 2005 في برينستون في الولايات المتحدة.